# Влада Војислава Маринковића
Влада Војислава Маринковића је била влада Краљевине Југославије од 4. априла 1932. до 2. јула 1932. године.

## Чланови владе
| Функција                                                     | Слика           | Име и презиме          | Детаљи          |
| ------------------------------------------------------------ | --------------- | ---------------------- | --------------- |
| Председник Министарског савета и министар иностраних послова |                 | Војислав Д. Маринковић |                 |
| Министар војске и морнарице                                  |                 | Драгомир Ж. Стојановић |                 |
| Министар унутрашњих послова                                  |                 | Милан Сршкић           |                 |
| Министар правде                                              |                 | Божидар Ж. Максимовић  |                 |
| Министар просвете                                            |                 | Драгутин С. Којић      |                 |
| Министар финансија                                           |                 | Милорад Ђорђевић       |                 |
| Министар грађевина                                           |                 | Никола Прека           | до 21. 4. 1932. |
| Министар грађевина                                           | Стјепан Сркуљ   |                        |                 |
| Министар трговине и индустрије                               |                 | Алберт Крамер          |                 |
| Министар пољопривреде                                        |                 | Јурај Деметровић       |                 |
| Министар шума и рудника                                      |                 | Станко Шибеник         | до 21. 4. 1932. |
| Министар шума и рудника                                      | Виктор Погачник |                        |                 |
| Министар саобраћаја                                          |                 | Лазар Радивојевић      |                 |
| Министар социјалне политике и народног здравља               |                 | Иван Пуцељ             |                 |
| Министар за физичко васпитање народа                         |                 | Драган Краљевић        |                 |